# Алту-Гуапоре (мікрорегіон)

Алту-Гуапоре на карті штату Мату-Гросу

Алту-Гуапоре (порт. Microrregião do Alto Guaporé) — мікрорегіон у Бразилії, входить у штат Мату-Гросу. Складова частина мезорегіону Південний захід штату Мату-Гросу.

## Склад мікрорегіону
До складу мікрорегіону включені наступні муніципалітети:
1. Конкіста-д’Уесті
2. Нова-Ласерда
3. Понтіс-і-Ласерда
4. Валі-ді-Сан-Домінгус
5. Віла-Бела-да-Сантісіма-Тріндаді

| Бразилія | Це незавершена стаття з географії Бразилії. Ви можете допомогти проєкту, виправивши або дописавши її. |